# Горње Равне
Горње Равне (словен. Gornje Ravne) је насељено место у општини Литија, Засавска регија, Словенија.

## Историја
До територијалне реорганизације у Словенији биле су у саставу старе општине Литија.

## Становништво
У попису становништва из 2011. године, Горње Равне је имало 15 становника.
| Број становника према пописима | Број становника према пописима | Број становника према пописима |
| ------------------------------ | ------------------------------ | ------------------------------ |
| 1991                           | 2002                           | 2011                           |
| 30                             | 16                             | 15                             |

Напомена: Године 1995. смањен за део насеља који је проглашен за ново самостално насеље Кумпоље.